# Trogocryptus nigripectus
Trogocryptus nigripectus là một loài bọ cánh cứng trong họ Salpingidae. Loài này được Sharp miêu tả khoa học năm 1900.